# خورخه آگیلرا
خورخه آگیلرا (اسپانیایی: Jorge Aguilera‎؛ زادهٔ ۱۶ ژانویهٔ ۱۹۶۶) دونده سرعت اهل کوبا بود.